# Haroshivanahalli, Kanakapura
Haroshivanahalli là một làng thuộc tehsil Kanakapura, huyện Ramanagara, bang Karnataka, Ấn Độ.